# West Virginia Public Broadcasting
West Virginia Public Broadcasting (WVPB) ist der öffentliche Rundfunkanbieter des US-Bundesstaates West Virginia. Mit seinen Studios in Charleston produziert WVPB ein Fernseh- und ein Radioprogramm. Derzeit betreibt das Netzwerk 11 Radiostationen und über 20 TV-Stationen und deckt damit weite Teile West Virginias ab.

## Hörfunk
Neben eigenen Produktionen strahlt WVPB Programme der BBC, des NPR, des PRI und von APM aus. Zudem wird von Reveal und vom Kentucky Public Radio Network affiliated.

## Fernsehen
WVPB strahlt über drei Stationen des Programm des Public Broadcasting Service (PBS) aus.

## Organisation
West Virginia Public Broadcasting wird von der „Educational Broadcasting Authority of West Virginia“ verwaltet. Deren Mitglieder werden vom Gouverneur von West Virginia bestimmt. Die „Friends of West Virginia Public Broadcasting“ werben Zuwendungen der Hörer. Zudem bemüht sich die „West Virginia Public Broadcasting Foundation“ um größere Zuwendungen und Zuschüsse.